# Walter Sydney Adams
Walter Sydney Adams (Antioquía, 20 de diciembre de 1876 - Pasadena, 11 de mayo de 1956) fue un astrónomo estadounidense. Director del Observatorio Monte Wilson, se especializó en espectroscopía estelar.

## Biografía
Adams nació en Antioquía, Turquía, en 1876, de padres misioneros. Llegó a los Estados Unidos en 1885. Se graduó en la Universidad de Darmouth en 1898 y después continuó su formación en Alemania. Después de regresar a los Estados Unidos, comenzó su carrera en astronomía, que culminaría cuando se convirtió en director del Observatorio Monte Wilson.
Su interés principal fue el estudio de espectros estelares. Trabajó en espectroscopia y fue codescubridor de una relación entre las intensidades relativas de algunas líneas espectrales y la magnitud absoluta de una estrella. Fue capaz de demostrar que un espectro podría usarse para determinar si una estrella era una gigante o una enana. En 1915 comenzó un estudio de la compañera de Sirio y descubrió que, a pesar de tener un tamaño ligeramente mayor que la Tierra, su superficie es más brillante (por unidad de área) que el Sol y tiene una masa parecida a la de este. Dicha estrella fue conocida más tarde como enana blanca. Junto con Theodore Dunham, descubrió la presencia abundante de dióxido de carbono en el espectro infrarrojo de Venus.
Adams falleció el 11 de mayo de 1956 a los 79 años, en Pasadena, California..

### Premios
- 1917, Medalla de oro de la Real Sociedad Astronómica.
- 1918, Medalla Henry Draper.
- 1926, Premio Jules Janssen.
- 1928, Medalla Bruce.
- 1934, Medalla Janssen.
- 1947, Premio Henry Norris Russell.

Epónimos
- El asteroide (3145) Walter Adams.[3]
- El cráter en Adams en Marte.[4]
- En 1970, el cráter de impacto lunar «Adams» fue bautizado conjuntamente en honor suyo, de John Couch Adams y de Charles Hitchcock Adams.[5]

### Obituarios
- MNRAS 117 (1957) 243 (en inglés)
- Obs 76 (1956) 139 (en inglés)
- PASP 68 (1956) 285 (en inglés)

- Datos: Q312806
- Multimedia: Walter Sydney Adams / Q312806